# Raúl Canelo Rabanal
Raúl Bladimiro Canelo Rabanal (Lima, Peru, 28 de dezembro de 1959) é um advogado, professor universitário e escritor jurídico peruano que exerce as funções de Reitor da Ordem dos Advogados de Lima desde 2024.  Atualmente é professor universitário na Faculdade de Direito da Universidade de Lima.

## Educação
Canelo Rabanal, formou-se como advogado pela Pontifícia Universidade Católica do Peru, obteve o mestrado em direito processual pela Universidade Nacional de Rosário e o doutoramento em direito e ciência política pela Universidade Nacional Mayor de San Marcos. Posteriormente, obteve a licenciatura em Direito pela Universidade de Alcalá e o doutoramento pela Universidade de Salamanca.

## Carreira
Em 1985, Canelo Rabanal foi inscrito na Ordem dos Advogados de Lima. Lecionou, secretário docente e secretário-geral da Pontifícia Universidade Católica do Peru. Foi colaborador jurídico e académico de Fernando De Trazegnies Granda, Jorge Avendaño Valdez, José Tola Pasquel, Hugo Sarabia, Salomon Werner e Marcial Rubio. Desde o início da sua actividade universitária manteve relações com os Professores Universitários Javier de Belaúnde López de Romaña, Jorge Rendón Vásquez e Marcial Rubio. Posteriormente, colaborou com a redação do Código de Processo Civil do Peru, juntamente com os professores Juan Monroy, Nelson Ramirez e Guillermo Lohmann. Durante o Governo de Alberto Fujimori, recusou ser nomeado secretário do Conselho Executivo do Poder Judicial devido a problemas políticos. Em 1992 foi membro do Conselho de Administração da Ordem dos Advogados de Lima. Após a ruptura constitucional de 1992, foi nomeado magistrado do Tribunal Superior de Lima. É fundador do Estudio Raúl Canelo Abogados. Foi eleito Reitor nas eleições de 2024-2025. Em 2022-2024 foi secretário-geral do Instituto Pan-Americano de Direito Processual. É membro do Instituto Ibero-Americano de Direito Processual.

## Vida pessoal
Canelo Rabanal nasceu na capital do Peru, Lima, a 28 de dezembro de 1959. É filho do notário Wilson Canelo Ramirez e de Delia Rabanal Cacho.

## Livros
- Título Preliminar y Derecho de las Personas: Enfoque Contemporáneo.[11]
- La prueba en el derecho procesal. ISBN 9789972045493
- Derecho de Garantías Civiles y Comerciales. Doctrina, Legislación y Jurisprudencia